# روبل روسي
الروبل (الروسية: рубль) هو الوحدة الأساسية لعملة روسيا، والروبل هو العملة الرسمية المتداولة اليوم في كل من روسيا الاتحادية وروسيا البيضاء وترانسنيستريا (بريدنيستروفيه)، بالإضافة إلى اوسيتيا الجنوبية وأبخازيا.
يتكون الروبل من 100 كوبيك (الروسية: копейка)، كما كان الروبل العملة المستخدمة في روسيا القيصرية والاتحاد السوفييتي السابق ولا يزال العملة الرئيسية لعدة من دول رابطة الدول المستقلة.

## الفئات المتداولة
عملات معدنية متداولة: 1 كوبيك (نادر)، 5 كوبيك (نادر)، 10 كوبيك، 50 كوبيك، 1 روبل، 2 روبل، 5 روبل، 10 روبل.
أوراق نقدية متداولة: 5 روبل (نادر)، 10 روبل (نادر)، 50 روبل، 100 روبل، 500 روبل، 1000 روبل، 5000 روبل.

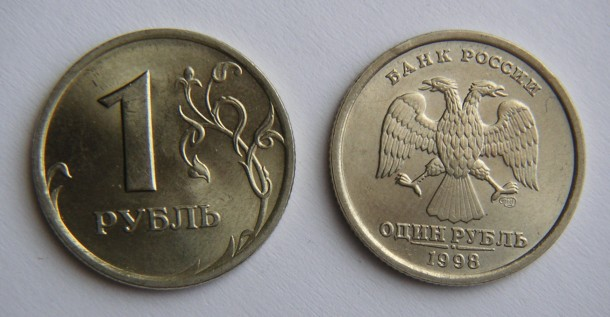
1 روبل 1998

## التاريخ
كان الروبل عملة متداولة رسميا في الإمارات الروسية المتعددة، وإمارة موسكو الكبرى من القرن الثالث عشر حتى القرن الخامس عشر، ثم في موسكوبيا (القرن السادس عشر إلى القرن السابع عشر)، والامبراطورية الروسية في القرنين الثامن عشر والتاسع عشر ومطلع القرن العشرين، والاتحاد السوفيتي ٬القرن العشرين، وأخيرا في روسيا الإتحادية.
تعود تسمية الروبل إلى القرن الثالث عشر ومدينة نوفغورود في شمال غرب روسيا. وتقول بعض المصادر أن أهالي نوفغورود أطلقوا عليه هذه التسمية اشتقاقا عن الفعل الروسي «روبيت» أي «قطع». فكانت الروبلات قطعا من الفضة نتجت عن قطع سبيكة نقدية فضية آنذاك اسمها «غريفنا». ويقال إن السبيكة الفضية كات تقطع إلى 4 أقسام أو قسمين أُطلق عليها تسمية «روبل» أي «مقطوع». يذكر الروبل لأول مرة في أواخر القرن الثالث عشر في مدوّنات الأسفار التاريخية التي تم العثور عليها في مدينة نوفغورود. كان الروبل حينذاك عبارة عن سبيكة فضية طولها 20 سنتيمترا وتزن 200 غرام. وكان الرحالة العربي ابن بطوطة يصف الروبل بأنه يعادل 5 أواق عربية أو 60 درهما. وبدأ سك الروبلات الفضية في القرن الخامس عشر إلى جانب عملة الـ«دينغا». وكان الروبل الواحد يضم 100 دينغا. وفي القرن السادس عشر ضم الروبل 100 كوبيكا أو 200 دينغا. وبدأ السك المنتظم 100 روبل في عهد الأباطرة للروبل الفضي منذ عام 1704 حين كان يزن 28 غراما. في الفترة ما بين عام 1769 وعام 1849 كانت تتداول إلى جانب القطع النقدية «الروبل» أوراق مالية أطلق عليها روبل أيضا.
صدر عام 1897 الروبل الذهبي الذي كان يعادل 0.774235 غرام من الذهب. وجرت العادة أن تُرسم صور الأباطرة الروس على الأوراق المالية الروسية. وكانت الورقة المالية بقيمة 25 روبلا تحمل صورة الإمبراطور ألكسندر الثالث، والورقة بقيمة 50 روبلا رسمت عليها صورة الإمبراطور نيكولاي الأول، وبقيمة 100 روبل رُسمت عليها صورة الإمبراطورة كاثرين العظيمة، وبقيمة 500 روبل - صورة الإمبراطور بطرس الأكبر.
في عام 1919 صدر أول روبل سوفييتي.

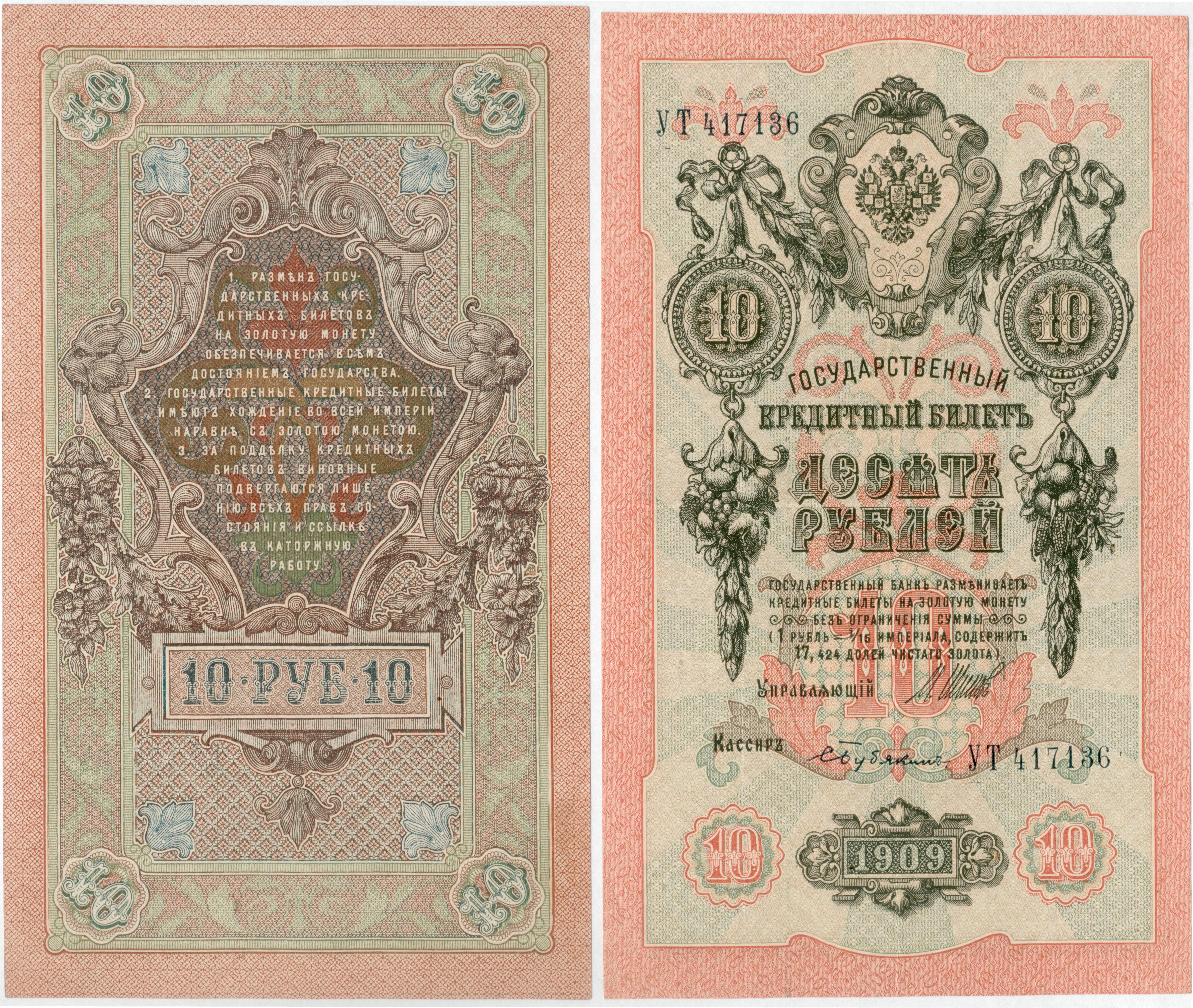
10 روبلات عام 1909

في 22 يناير عام 1991 بدأ الإصلاح النقدي السوفيتي الأخير، وقد سبقه الإصلاح النقدي لعام 1922 حيث تم ادخال العملة الصعبة المدعومة بالذهب إلى التداول النقدي في البلاد، وإصلاح عام 1947 حين تمت مصادرة ثلثي مدخرات الشعب في الإيداعات المصرفية التي تفوق مبلغ 10 آلاف روبل و 90% من المدخرات خارج المصرف، والإصلاح النقدي لعام 1961 حين تمت مبادلة الاوراق النقدية بمثيلاتها بقيمة تعادل عشرها.
وقد أصدر الرئيس السوفيتي ميخائيل غورباتشوف يوم 22 يناير عام 1991 مرسوما يقضي بوقف تداول الأوراق النقدية من فئة 50 روبلا و 100 روبل التي يعود إصدارها إلى عام 1961 . وبذلك تم شطب كل المدخرات للمتقاعدين الذين كانوا يحتفظون بها في منازلهم. لكن الشعب لم يربط الإصلاح باسم غورباتشوف بل باسم رئيس الوزراء السوفييتي فالنتين بافلوف الذي تولّى هذا المنصب قبل الإصلاح ببضعة أيام. وقبل ذلك كان يشغل منصب وزير المالية. وبالفعل هو الذي طرح فكرة الإصلاح النقدي وقام بتطبيقها.
وخصصت الحكومة 72 ساعة فقط لمبادلة الأوراق المالية. وبموازاة ذلك قامت بتجميد الإيداعات في فروع مصرف المدخرات كلها. وسمحت السلطات بمبادلة 500 روبل فقط ما يعادل راتب شهريين في المتوسط. أما بقية الأموال فلم تقبل للمبادلة. وما يجدر الذكر أن بافلوف كان قد تقدم قبل ذلك بإسبوعين ببيان أفاد فيه بعدم عزم الحكومة على إجراء أي إصلاح نقدي. وكان من المفترض أن تساعد المفاجأة السلطات في مكافحة المضاربة والأرباح غير الشرعية وتزوير الاوراق النقدية والتهريب والفساد.

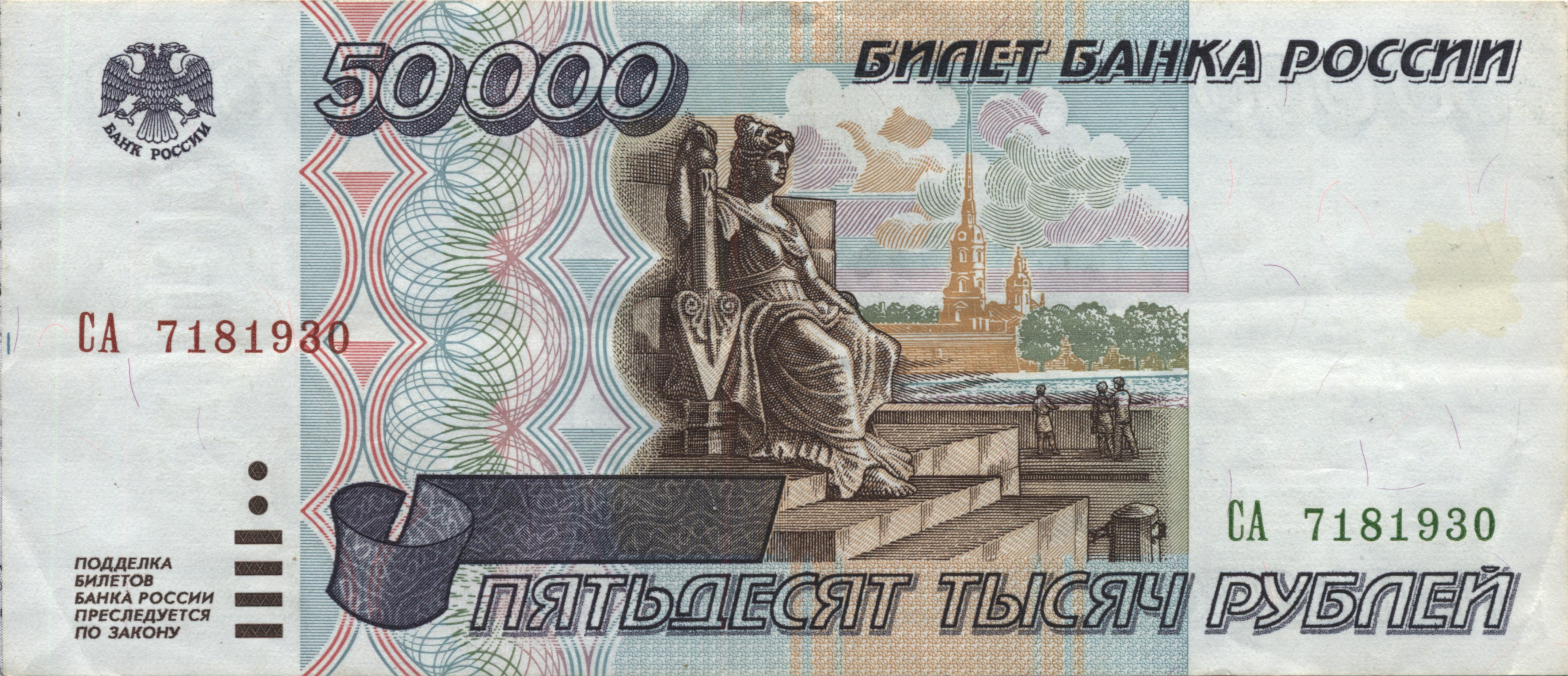
50000 روبل (1995)

في عام 1998 جرى إصلاح مالي آخر من شأنه تضخيم قيمة الروبل بحيث أصبح كل روبل جديد يعادل 1000 روبل سابق. وحملت أوراق الروبل الجديد صور المدن الروسية بدلا من صور الحكام.
تحمل الورقة المالية الروسية الحالية بقيمة 5 روبلات صورة آثار مدينة فيليكي نوفغورود، وورقة الـ 10 روبلات - آثار مدينة كراسنويارسك، وورقة الـ 50 روبلا - آثار مدينة بطرسبورغ، وورقة الـ 100 روبل - آثار مدينة موسكو، وورقة الـ 500 روبل - آثار مدينة أرخانغلسك، وورقة الـ 1000 روبل - آثار مدينة ياروسلافل ومدينة فلاديفوستوك، وورقة الـ5000 روبل - آثار مدينة خاباروفسك.
يضم الروبل الروسي الحالي 100 كوبيكا التي تشتق تسميتها عن لفظ «كوبو» أي الرمح الذي يقتل به القديس جورجيوس التنين. وكانت صورة القديس جورجيوس وهو يحمل الرمح تنقش سابقا على العملة المعدنية الصغرى- كوبيكا. وتصدر حاليا قطع كوبيكا المعدنية بقيمة كوبيكا واحدة، و 5 كوبيكات، و 10 كوبيكات، و 50 كوبيكا. كما تصدر القطع النقدية المعدنية الروسية بقيمة روبل واحد، وخمسة روبلات و 10 روبلات.

## الروبل عام 2010

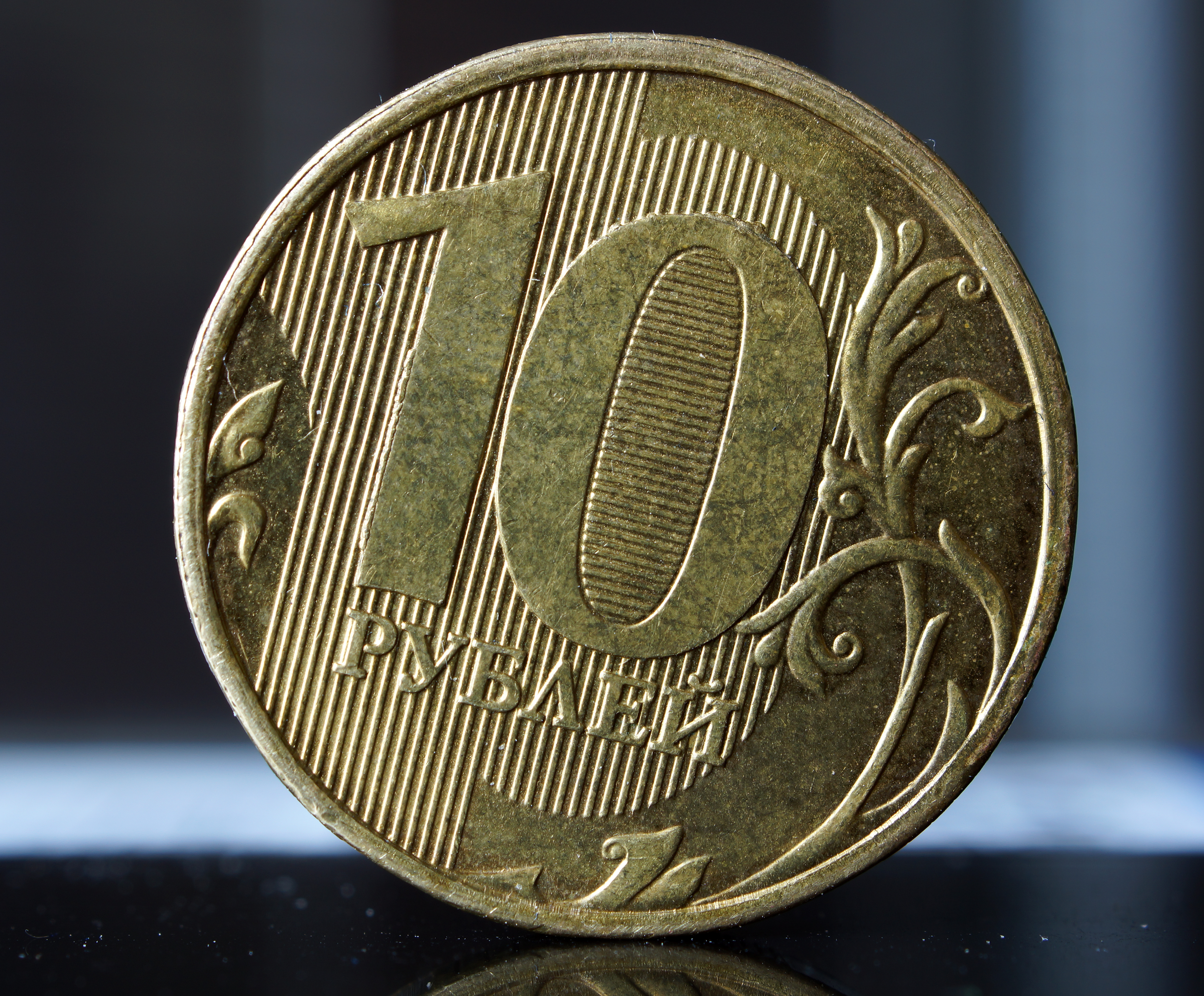
10 روبلات (2011)

مع بدأ الأزمة المالية بداية عام 2010 تعيشُ روسيا هذه الأيام وضعاً اقتصادياً صعباً وانخفاضِ أسعارِ النفط، والانحدارَ الذي حل بالعُملةِ المحلية الروبل.الحكومة الروسية التي كانت قد اعلنت أن الاقتصاد َالروسي دخل في مرحلة ِالركود، تُحاول حل َهذه المعضلة الاقتصادية وعلى رأسِها انخفاضُ قيمةِ الروبل.الروبل الروسي الذي بات تذروه رياح الأزمة المالية العالمية، انخفضت قيمته لمستويات قياسية. انخفاضاً أثر على الاقتصاد الروسي أو تأثر به مما دعا الحكومة إعلان دخول اقتصادها مرحلة الركود، كما تكهن مختصون بتراجع نمو الناتج المحلي الإجمالي الروسي إلى أقل من اثنين بالمائة هذا العام نزولا من ستة بالمائة مقارنة بالعام المنصرم، ولم تتوقف مظاهر الأزمة الاقتصادية في روسيا على تراجع النمو الاقتصادي وإنما بدأت تنعكس سلبا على ميزانية الدولة، حيث ستعاني من عجز سيصل إلى أكثر من خمسة في المئة من الناتج المحلي الإجمالي، وسيحدث هذا لأول مرة منذ عام الفين حيث كانت ميزانية الدولة تحقق فائضا كبيرا.
وفي ظل الأزمة لجأت الحكومة الروسية إلى تعويم العملة الوطنية بأكثر من ثلاثين في المائة منذ سبتمبر/ أيلول عام 2010، وتدافع الحكومة الروسية عن هذا الإجراء بحجة أنها لا ترغب في إنفاق ما لديها من احتياطي دولي للعملات الأجنبية على دعم سعر صرف الروبل وبحجة أن هذا التعويم سيؤدي إلى زيادة الطلب الخارجي على السلع الروسية.لذلك الآن الحكومة الروسية ستقوم بخلال عام 2010 بتقشف ووقف بسيط لعملات الازدهار التي حدثت في الأعوام السابقة لتفادي الازمة المالية العالمية.

## وصلات خارجية
- مصرف الاتحاد الروسي المركزي
- قطعة نقدية من روسيا (كتالوج ومعرض) نسخة محفوظة 10 مايو 2009 على موقع واي باك مشين.
- الأوراق النقدية لروسيا - بما في ذلك الاتحاد السوفياتي السابق (بالإنجليزية) (بالفرنسية) (بالألمانية)